# Gavi (Insel)
Die Insel Gavi (it.: Isola di Gavi) ist eine kleine Felsinsel innerhalb des Archipels der Pontinischen Inseln, zu denen außerdem Ponza, Ventotene, Palmarola, Santo Stefano und Zannone gehören. Sie liegt 120 Meter östlich von Ponza und gehört zur Gemeinde Ponza, ist 700 Meter lang und 350 Meter breit. Sie hat eine Fläche von 14 Hektar.

## Fauna
Auf der Insel gibt es, abgesehen von einer kleinen, bewohnten Hütte, keine menschlichen Siedlungen. Typischer Vertreter der Tierwelt ist eine spezielle Eidechsenart, die ausschließlich hier vorkommt. Außerdem gibt es Mäuse, Kaninchen und Skorpione.